# Barrio Universitario de Concepción
El Barrio Universitario es uno de los barrios más característicos y ricos cultural y arquitectónicamente de la ciudad de Concepción, Chile.

## Descripción
El núcleo del barrio es el campus Concepción de la Universidad de Concepción, conocido como Ciudad Universitaria. 
Además de la Ciudad Universitaria, está la Plaza Perú, área característica de la ciudad. En ella se realizan ferias y reuniones de carácter social y estudiantil, principalmente. Por otro lado, hacia el suroriente limita con el Parque Ecuador, tradicional lugar de recreación penquista.
Algunas de las calles del barrio son Edmundo Larenas, Victoria (que forman el borde suroriente del campus), Beltrán Mathieu, Los Aguilera, Los Olmos y Los Tilos, y parte de Víctor Lamas y Chacabuco. Con el tiempo, debido al crecimiento de la universidad en infraestructura desde su fundación (lo que ha derivado en escasez de terrenos en el campus para nuevas construcciones), algunas casas del barrio, ubicadas en estas calles han sido utilizadas por la Universidad, para instalar en ellas diversas reparticiones universitarias. Destaca entre todas ellas, la ubicada en Víctor Lamas entre el pasaje Enrique Molina y Edmundo Larenas, que fuera la casa en la que vivió Enrique Molina Garmendia, primer rector de la universidad, y que actualmente funciona como rectoría de la casa de estudios.
El barrio se caracteriza por ser la "cuna" cultural de la ciudad (debido principalmente a la Universidad de Concepción y a la Casa del Arte) y por ser el "pulmón" de la ciudad. Esto se debe ya que allí está el Cerro Caracol y muchos bosques hacia los cerros que rodean el campus.

## Galería de imágenes

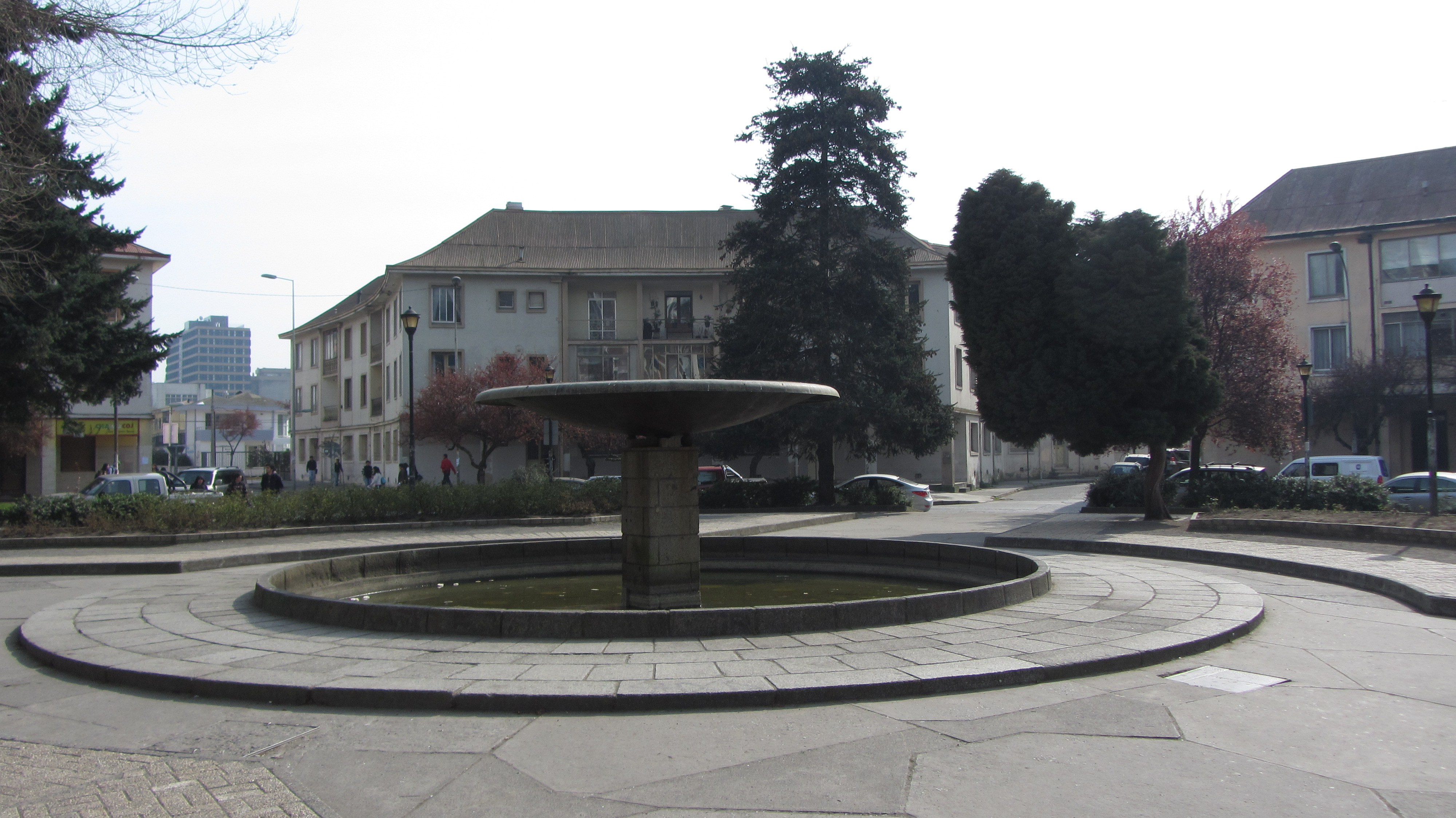
Plaza Perú

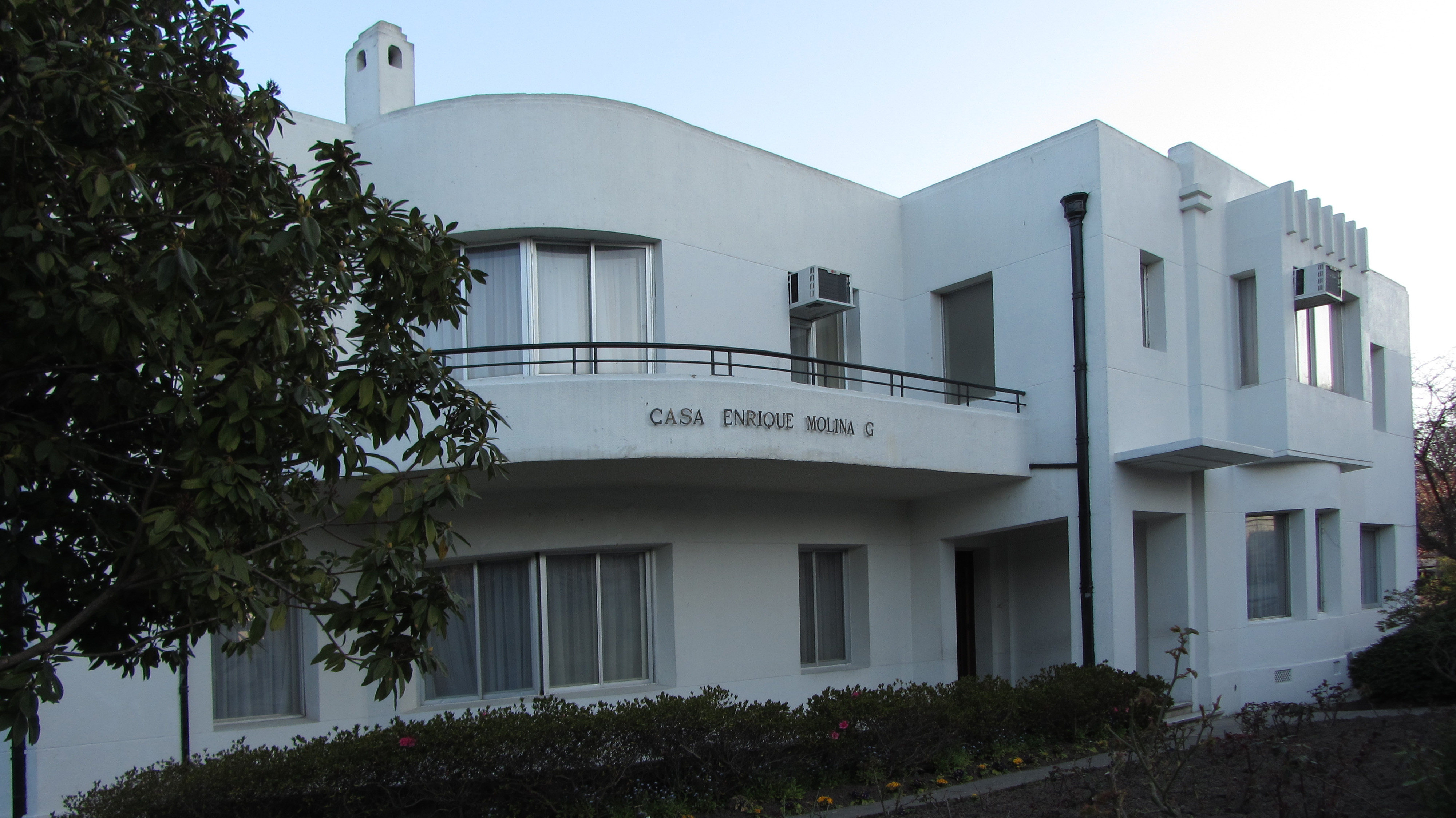
Casa de Enrique Molina Garmendia, hoy rectoría de la Universidad de Concepción